# Droga krajowa nr 65 (Polska)
Droga krajowa nr 65 – droga krajowa o długości ok. 224 km, leżąca na obszarze województw warmińsko-mazurskiego i podlaskiego. Trasa ta łączy Gołdap na granicy z Rosją (obwód królewiecki) z Bobrownikami na granicy z Białorusią przez Ełk, Grajewo i Białystok.
W Ełku droga ta biegnie śladem drogi krajowej nr 16. Następnie w Białymstoku trasa ta biegnie najpierw tą samą drogą, co droga krajowa nr 8, a potem aż do granicy miasta Białystok biegnie śladem drogi krajowej nr 19. W Białymstoku drogę tę ma przeciąć droga ekspresowa S8 i droga ekspresowa S19.
Od 10 lutego 2023 roku, z uwagi na „ważny interes bezpieczeństwa państwa”, ruch na przejściu granicznym w Bobrownikach jest zawieszony do odwołania.

## Historia numeracji
Na przestrzeni lat trasa posiadała różne oznaczenia:

| Numer | Przebieg                                              | Lata obowiązywania | Źródło | Uwagi                                                                             |
| ----- | ----------------------------------------------------- | ------------------ | --- | --------------------------------------------------------------------------------- |
| 8     | Gołdap – Olecko – Ełk                                 | ? – 1985           | Samochodowy atlas Polski 1:500 000, wydanie piąte. Warszawa: Państwowe Przedsiębiorstwo Wydawnictw Kartograficznych, 1979. ISBN 83-7000-017-7. Brak numerów stron w książce |                                                                                   |
| 190   | Ełk – Grajewo – Osowiec – Mońki – Knyszyn – Białystok | ? – 1985           | Samochodowy atlas Polski 1:500 000, wydanie piąte. Warszawa: Państwowe Przedsiębiorstwo Wydawnictw Kartograficznych, 1979. ISBN 83-7000-017-7. Brak numerów stron w książce |                                                                                   |
| 12    | Białystok – Waliły-Stacja – Bobrowniki                | ? – 1985           | Samochodowy atlas Polski 1:500 000, wydanie piąte. Warszawa: Państwowe Przedsiębiorstwo Wydawnictw Kartograficznych, 1979. ISBN 83-7000-017-7. Brak numerów stron w książce | Brak możliwości przekroczenia ówczesnej granicy polsko-radzieckiej w Bobrownikach |

## Ważniejsze miejscowości leżące na drodze krajowej nr 65
- Gołdap (DW650, DW651) – granica z Rosją – obwodnica
- Kowale Oleckie (DW652)
- Olecko (DW653, DW655) - obwodnica
- Ełk (DK16, DW656) – obwodnica
- Nowa Wieś Ełcka (DW667)
- Prostki
- Grajewo (DW665)
- Osowiec-Twierdza (DW668, DW670)
- Mońki
- Knyszyn (DW671) - obwodnica
- Dobrzyniewo Duże
- Białystok (DK8, DK19, DW676) – obwodnica miejska
- Gródek – obwodnica
- Bobrowniki – granica z Białorusią